# Igor Śmiałowski
Igor Śmiałowski né le 20 juin 1917 à Moscou et mort le 16 juin 2006 à Varsovie, est un acteur de cinéma et de théâtre polonais.

## Filmographie
- 1947 : Chansons interdites : Gestapo Agent (non crédité)
- 1947 : La Dernière Étape : officier SS
- 1949 : D'autres nous suivront : un invité à l'anniversaire d'Anna
- 1950 : La Ville indomptée : Andrzej, bojowiec AL
- 1952 : La Jeunesse de Chopin : Tytus Woyciechowski, ami de Chopin
- 1953 : Zolnierz zwyciestwa : Jack Kane (non crédité)
- 1954 : Niedaleko Warszawy : UB Colonel
- 1955 : Warszawska syrena : Warsz
- 1958 : Historia jednego myśliwca : Zawada
- 1961 : Historia współczesna : Docteur (non crédité)
- 1962 : Rodzina Milcarków : Harold Percival
- 1966 : Mistrz : gestapo
- 1966 : Don Gabriel : docteur Stanisław Dog-Leśniewski
- 1967 : Paryz - Warszawa bez wizy
- 1970 : Epilog norymberski : général Erwin Lahousen
- 1976 : Motylem jestem, czyli romans czterdziestolatka : Acteur
- 1977 : Żołnierze wolności : général Władysław Sikorski
- 1978 : Romans Teresy Hennert : Général Chwoscik
- 1979 : Sto koni do stu brzegów
- 1980 : Polonia Restituta : général Hans von Beseler
- 1980 : Zamach stanu (film) : Aleksander Meysztowicz
- 1981 : Znachor : comte Czyński, père de Leszek
- 1982 : Dolina Issy : Prince Monkiewicz
- 1985 : Baryton : Docteur
- 1986 : Cudzoziemka : Ambassadeur
- 1989 : Le Décalogue
- 1989 : Modrzejewska : Comte Dezydery Chłapowski
- 1995 : Awantura o Basię : professeur Mendelson, neurologue

## Récompenses et distinctions
- Croix d'or du mérite polonais (Złoty Krzyż Zasługi) en 1952.
- Croix de commandeur dans l'Ordre Polonia Restituta en 2004.